# Se Acabó la Fiesta
Se Acabó La Fiesta (SALF) fue una agrupación de electores española promovida por la personalidad de las redes sociales y político español Alvise Pérez, para participar en las elecciones al Parlamento Europeo de 2024 en España, en las cuales obtuvo 800 763 votos y tres eurodiputados. En mayo de 2025 dos de los eurodiputados, Nora Junco y Diego Solier, en el grupo parlamentario Grupo de los Conservadores y Reformistas Europeos, se declararon independientes.
Aunque se autodescribía como una fuerza política anticorrupción, antisistema y liberal era considerada una agrupación populista de extrema derecha que competía con Vox.

## Contexto

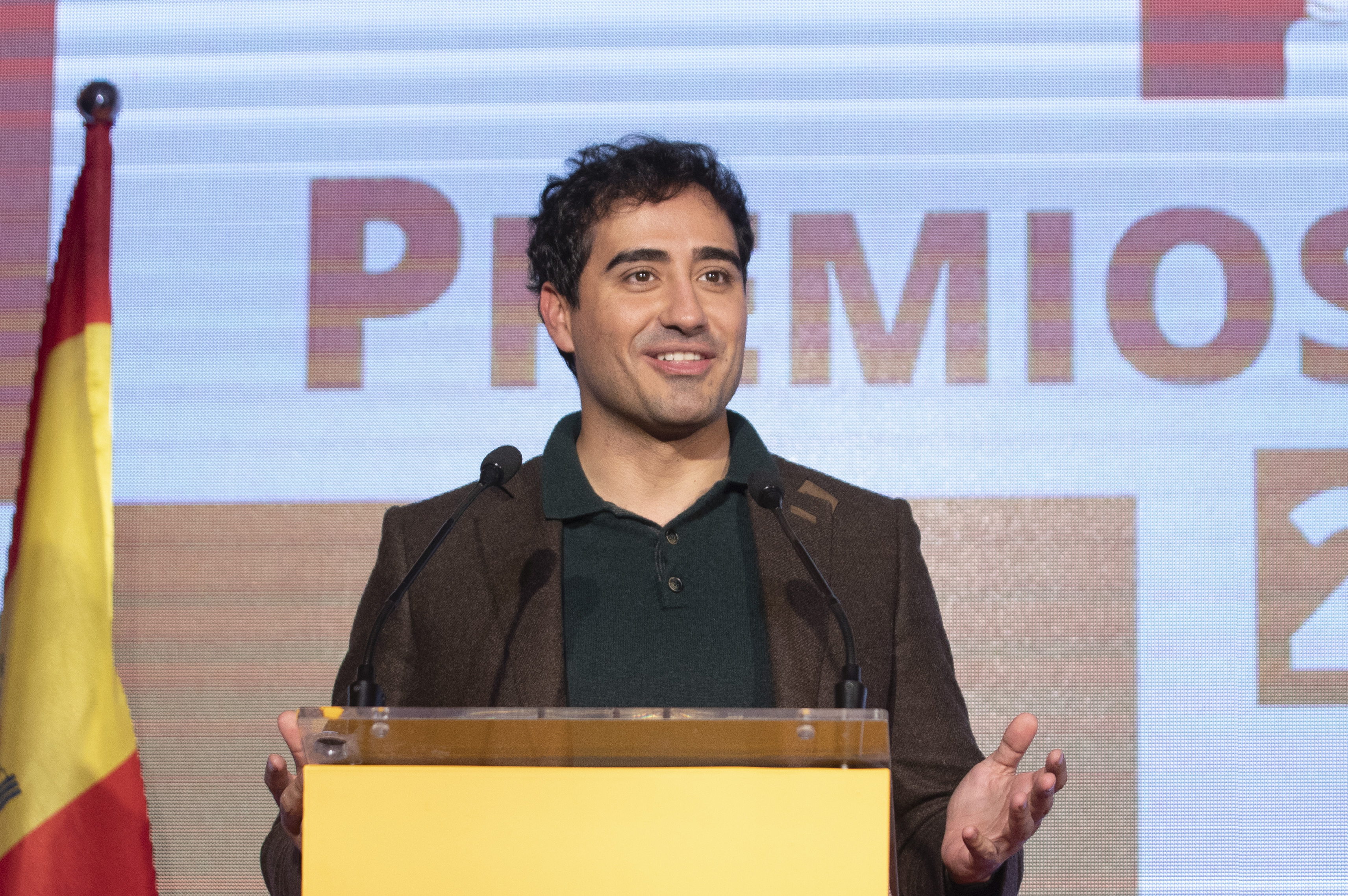
Alvise Pérez, en los premios HazteOír 2021

Alvise Pérez, fundador de SALF, es conocido por su actividad en redes sociales, como Telegram, donde cuenta con casi de 700 000 suscriptores y critica «el Estado profundo». Pérez hace de la denuncia y la lucha contra la corrupción en todas sus vertientes (política, judicial, empresarial y mediática) el eje central de su discurso y sus acciones, y se jacta de «poner en apuros» a la clase política y a los medios de comunicación, por lo que ha sido calificado de agitador.
En 2019, Pérez fue cesado y abandonó el partido Ciudadanos por unas polémicas declaraciones que había realizado en Twitter. Desde la pandemia de COVID-19 en España, se convirtió en una figura destacada de la derecha alternativa en España. Se le ha comparado con el actual presidente de El Salvador, Nayib Bukele, y se le ha llamado «el Bukele español», así como con el actual presidente argentino, Javier Milei. Durante la década de 2010, fue miembro de dos partidos liberales en España y el Reino Unido, tenía opiniones proeuropeas y era más liberal que conservador; desde entonces, algunos analistas consideran que sus opiniones cambiaron hacia la derecha política y han sido descritas por comentaristas y periodistas críticos como derecha alternativa, antisistema y de extrema derecha.
La actividad de Pérez en las redes sociales consistía en acosar a distintas figuras políticasy también a empresarios a los que vincula con los medios de comunicación. Por este motivo, el logotipo de la agrupación de electores utiliza como símbolo una ardilla con la típica máscara de Anonymous, en referencia a la comunidad de seguidores anónimos. Sus colaboradores, llamados «ardillas», le enviaron numerosos videos y documentos que iniciaron investigaciones sobre varios políticos en 2023 y 2024, entre ellos el caso Koldo y el caso de Tito Berni.

## Controversias
Las actividades de Pérez en las redes sociales son controvertidas y fue criticado por difundir desinformación y noticias falsas sobre personalidades de la izquierda española y de ser un populista de extrema derecha. Además, varios periodistas y políticos se han querellado contra él, como la periodista Ana Pastor, el ministro de Transportes Óscar Puente, el exministro José Luis Ábalos y la hija del presidente del Gobierno español Pedro Sánchez. En relación con esta querella, Pérez declaró que los tribunales querían responsabilizarle de los comentarios realizados por algunos usuarios de entre sus muchos seguidores en sus redes sociales y argumentó la imposibilidad de controlar absolutamente todo lo que miles de personas publican libremente.
A fecha de diciembre de 2024, Pérez ha sido condenado en sentencia firme por el Tribunal Supremo, por intromisión en la intimidad de la periodista Ana Pastor,pese a su victoria en un caso previo. Por otro lado, la Audiencia Provincial de Madrid ha revocado otra sentencia anterior que obligaba a Pérez a pagar 60 000 euros a Ábalos por actuaciones procesales nulas que habían generado indefensión en el acusado, lo que obligaría a repetir el juicio.
Pérez se defendió argumentando que todas aquellas querellas en su contra formaban parte de una persecución política y mediática con el objetivo de silenciarles a él y a su recién fundada agrupación de electores. Como ejemplos de su supuesta persecución, afirmó que numerosos medios de comunicación españoles solo le mencionaban para atacarle, y citó el borrado de todas las páginas de la Wikipedia en español que se habían creado sobre su agrupación de electores; Pérez atribuyó esta situación a los posibles beneficios que políticos, empresarios y diversos conglomerados mediáticos estarían obteniendo de las redes de corrupción contra las que dice luchar. Por estas razones, expresó su esperanza de que la obtención de la condición de eurodiputado le permitiera obtener inmunidad judicial para evitar represalias de los poderes del Estado por su lucha contra la corrupción.

## Historia
La agrupación se fundó a principios de 2024 en torno a la figura de Alvise Pérez, para concurrir a las elecciones al Parlamento Europeo de 2024 en España, donde se registró con el n.º 23 de las 33 listas participantes.
El anuncio oficial de que SALF participaría en las elecciones al Parlamento Europeo de 2024 se produjo el 22 de febrero de 2024 a través de su canal de Telegram. Inicialmente, intentó registrar un partido político llamado «Alvise»; debido a la ley española -que prohíbe nombrar a un partido con el nombre de una persona pública- fundó SALF. Según su campaña, SALF recogió 136 000 firmas, nueve veces más de las 15 000 requeridas; sin embargo, también denunció en su canal de Telegram un supuesto intento de boicot por parte de algunos funcionarios de Correos que, según sus acusaciones, habían retenido deliberadamente varias bolsas llenas de firmas para tratar de impedir que se presentaran a tiempo para registrar la candidatura electoral.
SALF realizó su campaña a través de las redes sociales apoyándose en la gran comunidad que sigue a Pérez y evitando gastar dinero en mítines masivos tradicionales. La plataforma electoral de Pérez incluía la promesa de un sorteo mensual de su sueldo como miembro del Parlamento Europeo y un posible referéndum sobre la salida de España de la Unión Europea.
Poco después de la proclamación oficial de las candidaturas para las elecciones, SALF comenzó a figurar en las encuestas de opinión con una estimación del 0,9 % de los votos y la posibilidad de obtener hasta dos escaños según el Centro de Investigaciones Sociológicas. Varias encuestas también sugirieron que más del 16 % de los votantes de Vox en las elecciones generales de España de 2023 o el 18 % de sus votantes en las elecciones al Parlamento Europeo de 2019 estaban considerando votar a SALF, lo que causó preocupación en la dirección de Vox. El partido de Santiago Abascal afirmó temer que SALF fuera a dividir al electorado de derechas y robarles votos. Según otras encuestas de opinión, SALF recibiría entre el 2,9 % y el 3,8 % de los votos, y la posibilidad de obtener entre uno y dos escaños en el Parlamento Europeo. Las últimas encuestas electorales del CIS proyectaban para esta agrupación electoral entre el 4,9 y el 5,7 % de los votos, lo que equivalía a obtener entre dos y tres eurodiputados. Por ello, algunos partidos como Junts y Podemos también mostraron temor de que la irrupción de esta nueva agrupación de electores pudiera hacer peligrar sus expectativas de cara a la cita electoral.

### Tras las elecciones europeas
El partido germano Alternativa para Alemania, partido aislado por su radicalismo del resto de la extrema derecha europea, según algunos medios, contactó con SALF para formar un tercer grupo de ultraderecha bajo la denominación de Los Soberanistas.
A pesar de que Alvise acusó a Vox de aislarlos de sus aliados europeos, los Conservadores y Reformistas Europeos, y de compartir el 'bulo' de la integración de SALF en dicho grupo, se integró en Europa de las Naciones Soberanas el 10 de julio de 2024 y reunió a partidos que hasta el momento carecían de afiliación política y englobaba a 25 eurodiputados de ocho partidos diferentes unidos por una oposición a la gestión de la migración, el Pacto Verde, el progresismo social y la ayuda militar a Ucrania. Esto último los situó en la corriente contraria al resto de grupos de extrema derecha, y Europa de las Naciones Soberanas excluyó al partido, por lo que quedaron integrados en el Parlamento Europeo como no adscritos.
En 24 de julio, la formación solicitó al grupo de Conservadores y Reformistas Europeos (CRE), que Vox había abandonado para integrarse en Patriotas por Europa, poder afiliarse. CRE aplazó la decisión hasta septiembre, rechazando la adhesión de SALF a finales de dicho mes. Sin embargo finalmente aceptó a Nora Junco y a Diego Solier, como miembros individuales, dejando fuera al Alvise por sus problemas con la Justicia.

### Política nacional
Con la victoria del Nuevo Frente Popular y la derrota de la extrema derecha que partía como clara favorita en las elecciones legislativas francesas, Se Acabó la Fiesta instó al Partido Popular y Vox a la creación de una junta de unidad nacional.
Tras la ruptura en julio de 2024 de Vox con el PP en las Comunidades Autónomas en las que gobernaban en coalición, Alvise Pérez afirmó que no concurriría a unas posibles elecciones autonómicas para no perjudicar al partido de extrema derecha. Sin embargo días después anunciaba que dimitiría como eurodiputado una vez se convoquen las próximas elecciones generales para presentarse.

### Posible financiación ilegal
En septiembre de 2024 Alvise reconoció que cobró en efectivo y sin factura 100 000 € del fondo de inversión Madeira Invest Club, al que prometió hacer lobby para favorecer sus negocios. Después del cobro de la cantidad acordada participó el 6 de abril de 2024 en un evento organizado por dicho fondo. Esto llevó a la Fiscalía del Tribunal Supremo a investigarlo por una presunta financiación ilegal. Tras la investigación de la Fiscalía, ésta pidió la imputación por financiación ilegal y delito electoral de la formación.
Finalmente el Tribunal Supremo abrió una causa en abril de 2025 por los presuntos delitos de estafa, apropiación indebida, blanqueo de capitales y falsedad documental.

### Rencillas internas y conversión en independientes
Alvise Pérez acusó a sus dos eurodiputados de haber sido comprados por lobbies para defender la divergencia en los votos en la Eurocámara. Sin embargo los dos eurodiputados votaron lo mismo que el resto de sus compañeros del Grupo de los Conservadores y Reformistas Europeos. Ante esta acusación sus compañeros de la agrupación se pensaron tomar acciones legales contra Alvise.
El 6 de mayo de 2025, Nora Junco y Diego Solier se convertían en independientes tras acusar al líder de "matonismo y chantaje" y declarar en un comunicado que "Las investigaciones judiciales abiertas contra el señor Pérez por presuntos delitos que incluyen corrupción, estafa, blanqueo de capitales y falsedad documental, y su confesión pública sobre la recepción de dinero en efectivo, nos obligan a marcar una frontera ética y política clara: ni compartimos sus métodos ni participamos de su entorno".

### Partido político
En enero de 2025, Alvise Pérez junto con Angel Román Martín Elvira y Pablo Sartorius Lavalle Cobo inscribieron un partido político con el nombre de «Se acabó la fiesta».

## Ideología

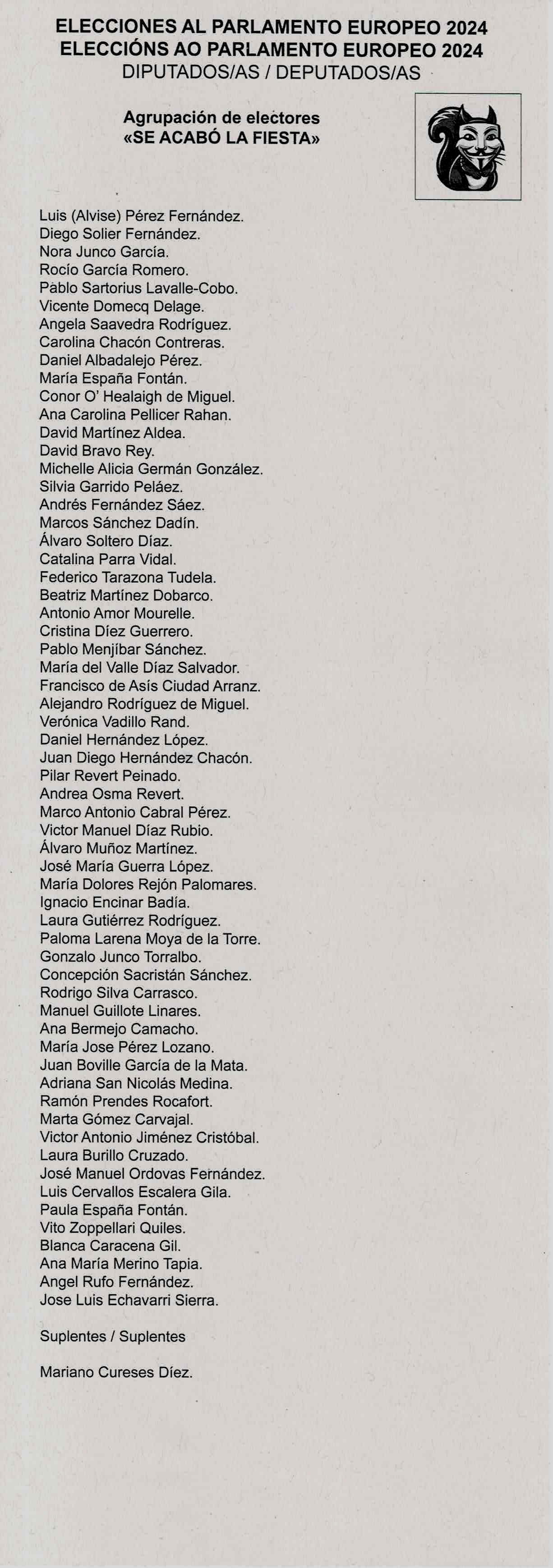
Papeleta electoral de Se Acabó la Fiesta

La ideología de SALF se centra en la lucha contra la corrupción en España, una prioridad destacada en su programa electoral. El programa electoral de SALF, tal y como ha indicado Pérez en diversas entrevistas a los medios de comunicación, puede resumirse en los siguientes ejes básicos: medidas contra la corrupción, medidas contra la partitocracia, medidas a favor de la libertad de expresión, protección de la infancia y lucha contra la pederastia, y una reformulación del Estado.
Pérez declaró que espera que la obtención de la condición de eurodiputado le permita obtener inmunidad judicial para poder luchar mejor contra la corrupción sin temor a ser represaliado por los poderes del Estado. Además, Pérez prometió que sortearía públicamente entre los ciudadanos «el 100% del sueldo público europeo mensual si es elegido» como eurodiputado.
Pérez defendió abiertamente ideas políticas que encajan en el liberalismo y el liberalismo económico desde que comenzó su militancia política, y así se espera también para la agrupación de electores SALF. De hecho, en recientes entrevistas a medios de comunicación, Pérez ha resumido sus ideas en el lema «tanta libertad como sea posible, tanto Estado como sea necesario». Sin embargo, varios observadores políticos y comentaristas críticos calificaron a la agrupación como de extrema derecha. Pérez es conocido por criticar lo que él llama la casta política, que incluye tanto al Partido Popular como a Vox.

## Resultados electorales

### Parlamento Europeo
La agrupación, finalmente, obtuvo en las elecciones europeas 800 763 votos (un 4,59 % del total, se situó en la horquilla más alta de las previsiones de los sondeos previos), con el 99,96 % escrutado, lo que supuso que se colocase como la sexta fuerza más votada, por delante de Podemos y Junts y muy cerca de Sumar y Ahora Repúblicas, consiguió, al igual que estas dos últimas formaciones, tres representantes en el Parlamento Europeo.
| Elecciones                                        | Votos   | %    | Diputados | +/– |
| ------------------------------------------------- | ------- | ---- | --------- | --- |
| Elecciones al Parlamento Europeo de 2024 (España) | 800 763 | 4,59 | 3/61      |     |

SALF solicitó unirse al grupo de los Conservadores y Reformistas Europeos, presidido por Georgia Meloni y hasta la anterior legislatura el grupo de Vox. Aceptaron a dos de los tres eurodiputados de SALF, dejando fuera a Alvise por la investigación judicial por presunta financiación ilegal que se estaba llevando a cabo contra el eurodiputado. El 22 de abril de 2025, Nora Junco y Diego Solier abandonaron SALF y demandaron a Alvise por haber insinuado que "han sido comprados por un lobby".  Ambos pasaron a ser eurodiputados independientes dentro del grupo europeo conservador y reformista.